# Perruche à capuchon noir
Psephotellus dissimilis
Espèce
Statut de conservation UICN

 LC  : Préoccupation mineure
Statut CITES
Synonymes
- Psephotus dissimilis

La Perruche à capuchon noir (Psephotellus dissimilis) est une espèce d'oiseaux de la famille des Psittaculidae, endémique d'Australie.

## Description
C'est une perruche de taille moyenne, mesurant 26 cm de long. Elle est bleu turquoise avec une tête noire, des ailes vertes, un dos noir et une queue avec des plumes bleues, bronzes et blanches. Le bec est vert pâle, les pattes et les yeux sont marron. La femelle est vert olive avec un ventre bleu pâle.

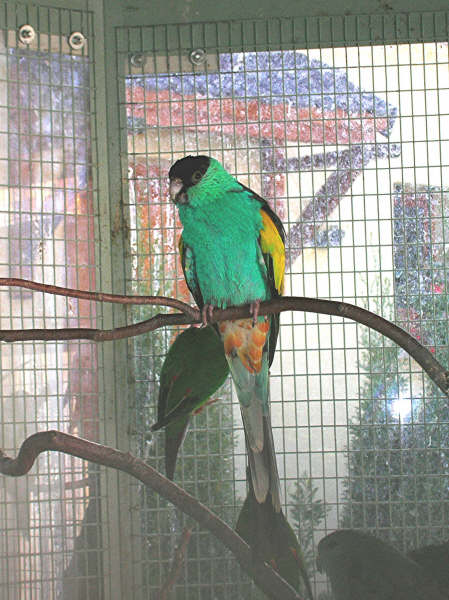
Perruche à capuchon noir.

## Répartition et habitat
Elle vit dans les zones semi-arides du nord-est du Territoire du Nord en Australie.

## Alimentation
Elle se nourrit surtout de graines, de fruits, et de végétaux.

## Reproduction
Elle niche dans les termitières. La femelle pond deux à quatre œufs.